# Dami Im
Dami Im (kor. 임다미, rev. Im Dami; * 17. Oktober 1988 in Südkorea) ist eine australische Popsängerin. Sie wurde 2013 bekannt als Siegerin der fünften Staffel von The X Factor. Sie hat Australien beim Eurovision Song Contest 2016 in Stockholm vertreten und wurde mit 511 Punkten Zweite hinter Jamala aus der Ukraine.

## Biografie
Mit neun Jahren kam Dami Im mit Mutter und Geschwistern von Südkorea nach Queensland, der Vater zog später nach. Von früher Kindheit an besuchte sie Musikunterricht und lernte vor allem Klavier und Violine. Mehrfach gewann sie Auszeichnungen als Nachwuchspianistin. Sie schloss ein Musikstudium ab und arbeitete danach in Brisbane als Klavier- und Musiklehrerin.
2010 veröffentlichte sie erstmals ein eigenes Album, um Geld für ihre Kirche zu sammeln. Zwei weitere EPs folgten, bevor sie sich 2013 für die Castingshow The X Factor bewarb. Sie kam bis in die Endrunde des „Bootcamps“ und wäre dann eigentlich ausgeschieden. Als Nachrückerin für einen Kandidaten, der von sich aus zurückzog, kam sie doch noch in die Live-Shows.
Bereits mit den ersten beiden Songs aus ihren Auftritten konnte sie in die australischen Charts einsteigen und wurde schnell zur Publikumsfavoritin. Nur Taylor Henderson konnte im Rahmen der Show ebenfalls sechs Lieder in den Top-50 der Charts platzieren. Im Finale am letzten Oktoberwochenende verwies Dami Im ihn auf Platz zwei. Mit dem anschließend vorgestellten Siegersong Alive, der vom erfolgreichen Songwriter-/Produzentenduo DNA Songs geschrieben worden war, erreichte sie in wenigen Tagen Platin-Status und stieg an der Spitze der Charts ein. Ebenfalls auf Platz eins kam das Album Dami Im mit den Showsongs, das drei Wochen später veröffentlicht wurde und ebenfalls mit Platin ausgezeichnet wurde.
Am 3. März 2016 wurde sie intern vom australischen TV-Sender SBS ausgewählt, das Land bei seiner zweiten ESC-Teilnahme in Stockholm zu vertreten. Ihr Beitrag, Sound of Silence, wurde am 11. März 2016 vorgestellt.
Den Titel Fighting for Love hat der australische Eurovision-Song-Contest-Fanclub für den OGAE Song Contest 2017 ausgewählt.

## Diskografie

### Alben
- 2010: Dream
- 2013: Dami Im
- 2014: Heart Beats
- 2016: Classic Carpenters
- 2018: I Hear a Song

### EPs
- 2011: Snow & Carol
- 2012: Intimacy
- 2019: Live Sessions

### Lieder
- Coversongs aus den X-Factor-Liveshows vom 25. August bis 28. Oktober 2013
  - One (Original: U2)
  - Purple Rain (Original: Prince)
  - Don’t Leave Me This Way (Original: Thelma Houston)
  - Roar (Original: Katy Perry)
  - Best of You (Original: Foo Fighters)
  - Bridge over Troubled Water (Original: Simon & Garfunkel)
  - Clarity (Original: Zedd featuring Foxes)
  - You’re the Voice (Original: John Farnham)
  - Saving All My Love for You (Original: Whitney Houston)
  - Wrecking Ball (Original: Miley Cyrus)
  - And I’m Telling You I’m Not Going (Original: Jennifer Hudson)
- 2013: Alive
- 2014: I Am Australian (featuring Jessica Mauboy, Justice Crew, Nathaniel Willemse, Samantha Jade & Taylor Henderson)
- 2014: Jolene (Acoustic)
- 2014: Super Love
- 2014: Gladiator
- 2014: Living Dangerously
- 2015: Smile
- 2016: Sound of Silence
- 2016: Fighting for Love
- 2017: Hold Me in Your Arms (mit Jack Jones)
- 2019: Crying Underwater
- 2020: Kiss You Anyway

### Gastbeiträge
- 2013: O God of Mine (오 나의 하나님은) (Isaiah 6tyOne featuring Dami Im)